# Scaldicetus
Scaldicetus — вимерлий рід високохижих макрорапторіальних кашалотів. Попри те, що Scaldicetus широко використовується для низки вимерлих фізетерид із примітивною морфологією зубів, що складається з емальованих зубів, Scaldicetus, як загальновизнано, є таксоном для сміття, наповненим більш-менш неспорідненими примітивними кашалотами.

## Палеобіологія
Зуби лектотипу S. caretti мають вертикальні переломи кореня, які, ймовірно, виникли внаслідок пережовування твердої їжі або повторюваного застосування надмірної сили під час жування чи кусання. Цілком імовірно, ці травми були отримані під час укусу досить великих хребетних, таких як різні морські ссавці. Однак відомо, що косатка, яка полює на великих морських ссавців, не має таких переломів, хоча це може бути пов'язано з тим, що зуби косатки більш стійкі до удару, мають меншу пульпову порожнину і, отже, товстіший зуб. Крім того, наземні м’ясоїдні тварини, які прогризають кістки, демонструють ці переломи. Як і косатка, Scaldicetus, можливо, розтерла їжу дрібними шматочками, щоб полегшити ковтання, що збільшило б ризик удару кістки, що спричинило б такі переломи.